# Tirreno-Adriatico 2002
De Tirreno-Adriatico 2002 was de 37ste editie van deze Italiaanse  wielerwedstrijd, die van 14 tot en met 20 maart 2002 werd gehouden. De rittenkoers begon in Massa Lubrense, telde zeven etappes en een totale afstand van 1.048,7 kilometer. Van de 197 gestarte renners kwamen er 179 over de eindstreep. Titelverdediger was de Italiaan Davide Rebellin.

## Etappe-overzicht
| etappe | datum    | start          | finish            | afstand | winnaar           | klassementsleider |
| ------ | -------- | -------------- | ----------------- | ------- | ----------------- | ----------------- |
| 1e     | 14 maart | Massa Lubrense | Sorrento          | 124 km  | Erik Zabel        | Erik Zabel        |
| 2e     | 15 maart | Sorrento       | Frosinone         | 212 km  | Paolo Bettini     | Erik Zabel        |
| 3e     | 16 maart | Anagni         | Rocca di Cambio   | 180 km  | Danilo Di Luca    | Danilo Di Luca    |
| 4e     | 17 maart | Rieti          | Rieti             | 12,7 km | Erik Dekker       | Erik Dekker       |
| 5e     | 18 maart | Rieti          | Torricella Sicura | 150 km  | Danilo Di Luca    | Erik Dekker       |
| 6e     | 19 maart | Rapagnano      | Montegranaro      | 208 km  | Franco Pellizotti | Erik Dekker       |
| 7e     | 20 maart | San Benedetto  | San Benedetto     | 162 km  | Mario Cipollini   | Erik Dekker       |

## Eindklassementen
| Algemeen klassement |                   |                     |           |
| Plaats              | Naam              | Ploeg               | Tijd      |
| Blauwe trui         | Erik Dekker       | Rabobank            | 28u45'24" |
| 2                   | Danilo Di Luca    | Saeco-Longoni Sport | +00'18"   |
| 3                   | Óscar Freire      | Mapei-Quick Step    | z.t.      |
| 4                   | Paolo Bettini     | Mapei-Quick Step    | +00'23"   |
| 5                   | Ruslan Ivanov     | Alessio             | z.t.      |
| 6                   | Guido Trentin     | Cofidis             | +00'24"   |
| 7                   | Paolo Savoldelli  | Index-Alexia        | +00'29"   |
| 8                   | Jan Hruška        | ONCE-Eroski         | +00'30"   |
| 9                   | Franco Pellizotti | Alessio             | +00'32"   |
| 10                  | Jörg Jaksche      | ONCE-Eroski         | +00'36"   |
|                     |                   |                     |           |
| 24                  | Peter Farazijn    | Cofidis             | +02'00"   |

| Puntenklassement |                |                       |        |
| Plaats           | Naam           | Ploeg                 | Punten |
| Groene trui      | Erik Zabel     | Team Deutsche Telekom | 60     |
| 2                | Danilo Di Luca | Saeco                 | 38     |
| 3                | Paolo Bettini  | Mapei-Quick Step      | 33     |

| Bergklassement |                      |                            |        |
| Plaats         | Naam                 | Ploeg                      | Punten |
| Rode trui      | Ruggero Marzoli      | Mobilvetta Design-Formaggi | 22     |
| 2              | Stefano Zanini       | Mapei-Quick Step           | 11     |
| 3              | Alessandro Brendolin | Mobilvetta Design-Formaggi | 10     |

| Ploegenklassement |                  |           |
| Plaats            | Ploeg            | Tijd      |
|                   | Mapei-Quick Step | 86u17'42" |
| 2                 | Cofidis          | +01'40"   |
| 3                 | Rabobank         | +01'48"   |

1966 · 1967 · 1968 · 1969 · 1970 · 1971 · 1972 · 1973 · 1974 · 1975 · 1976 · 1977 · 1978 · 1979 · 1980 · 1981 · 1982 · 1983 · 1984 · 1985 · 1986 · 1987 · 1988 · 1989 · 1990 · 1991 · 1992 · 1993 · 1994 · 1995 · 1996 · 1997 · 1998 · 1999 · 2000 · 2001 · 2002 · 2003 · 2004 · 2005 · 2006 · 2007 · 2008 · 2009 · 2010 · 2011 · 2012 · 2013 · 2014 · 2015 · 2016 · 2017 · 2018 · 2019 · 2020 · 2021 · 2022 · 2023 · 2024· 2025